# 帕托卡鎮區 (伊利諾伊州馬里昂縣)
帕托卡鎮區（英語：Patoka Township）是位於美國伊利諾伊州馬里昂縣的一個行政鎮區。

## 地方資料
根據2010年美國人口普查的數據，帕托卡鎮區的面積為90.60平方千米，當中陸地面積為90.50平方千米，而水域面積為0.10平方千米。當地共有人口1009人，而人口密度為每平方千米11.14人。